# Suuri-Matko
Suuri-Matko är en sjö i kommunen Parikkala i landskapet Södra Karelen i Finland. Arean är 36 hektar och strandlinjen är 3,11 kilometer lång. Sjön  ingår i Hiitolanjokis huvudavrinningsområde.   Den ligger omkring 100 kilometer nordöst om Villmanstrand och omkring 300 kilometer nordöst om Helsingfors. 